# Stigmidium californicum
Stigmidium californicum är en lavart som beskrevs av K. Knudsen & Kocourková 2010. Stigmidium californicum ingår i släktet Stigmidium och familjen Mycosphaerellaceae.   Inga underarter finns listade i Catalogue of Life.